# Ночвоподібний дольмен
Ночвоподібний дольмен (інша назва — напівмонолітний дольмен) — тип дольмена, який відрізняється тим, що він виготовлений у формі посудини (глека, корита), що утворює підлогу і стіни споруди, і накритий плитою перекриття. Такі дольмени можуть бути як відокремленими від гори, представляючи оброблений валун, так і складати з горою (скельним виступом) єдине ціле. Приклад останнього — квазіпортальний дольмен над селищем Кам'яний Кар'єр в декількох км від Туапсе. Відомі окреморозташовані дольмени-напівмоноліти знаходяться поблизу сіл Пшада, Анастасієвка, біля станиці Шапсугська.
Ночвоподібні дольмени, очевидно, почали будувати пізніше за плиткові, оскільки багато хто з них архітектурно копіює фронтальну плиту плиткового дольмена з виступаючими бічними плитами, і мають т. зв. «несправжню пробку» (квазіпортальні дольмени) — виступ у вигляді закритої пробки по центру фронтону (в цьому випадку, як правило, істинний вхід знаходиться на бічній правій поверхні дольмена внизу, або ззаду).
Підлога камери ночвоподібного дольмена часто робили врівень (на відміну від складених і плиткових) із низом лазу.
Приклади таких дольменів можна побачити на групі «3 Дуби» (околиці Дагомису), в урочищі Бганамакух (приблизно у 8 км від аулу Велике Псеушхо).
Часто початковий камінь-валун взагалі практично не оброблявся іззовні, так само як і плита даху, яка могла бути вже і не прямокутної форми.
Відмічені і поодинокі випадки гранично спрощеного будівництва — перевернутий ночвоподібний дольмен, тобто без даху, як купол, на вирівняній скельній основі.